# Bundtrawl
Bundtrawl er et trawl, der normalt slæbes ved eller på havbunden af en trawler. De kendes også under navnet demersal trawl.
Bundtrawl anvendes til fangst af f.eks. jomfruhummer, rejer, rødspætter, torsk, sej, kuller og industrifisk som sperling og tobis dvs. alle dyr der lever på eller umiddelbart over bunden.
Bundtrawl har været praktiseret i mere end 100 år, men kun få steder som på Nordsøens rige sandbanker og ved Nordamerikas østkyst på 'Grand Banks'. Allerede tidligt var danske fiskere dog skeptiske overfor denne fisketeknik, de foretrak bl.a. snurrevod, som de mente var mere biologisk bæredygtigt på lang sigt. Nogle år efter Anden Verdenskrig, tog de danske fiskere dog selv bundtrawl metoderne i brug i stor stil. Selvom bundtrawl er en gammelkendt fisketeknik, er det først for nylig, at det er blevet teknisk muligt at bundtrawle på de store dybder over 100 m og det foregår i dag på industriel skala over alt i verden, fra store både.
Der er en stor mangfoldighed af bundtrawl, men de fleste er udstyret med et 'tag', som skal standse fiskene i at flygte opad. Bomtrawl er en særlig slags bundtrawl, som bruges til især fladfisk og hesterejer. Bundtrawl anvendes indimellem oppe i vandmasserne ligesom flydetrawl og er der tale om en særlig strategi, kaldes det også for semi-pelagisk trawling. Der findes et utal af trawling-teknikker og de varierer en del fra kultur til kultur.

## Miljøpåvirkninger
Bundtrawl har været kritiseret meget skarpt fra flere kanter de seneste 20-30 år - også af fiskere -, bl.a. fordi de kan ødelægge værdifuld natur og dermed skade havet og miljøet på en lang række områder.
En rapport fra Miljø- og Fødevareministeriet fra 2019 vurderer at der er fiskeri med bundslæbende redskaber mindst én gang om året i 67 procent af Østersøen inklusiv Bælthavet, og 85 procent af Nordsøen, inklusiv Kattegat. Arealmæssigt svarer det næsten til at hele Danmarks landareal bliver pløjet to gange.
Her er nogle eksempler på de umiddelbare negative konsekvenser af bundtrawling:
- rev eller anden havbundsnatur, kan fysisk skades eller helt fjernes.
- sediment hvirvles op og kan siden dække for lys, ilt, frisk vand mm., så havbundsnaturen går til.
- næringsstoffer i havbunden kan frigives til vandet og skabe accelererende eutrofiering og hermed iltsvind.
- udjævner strukturen af havbunden og fjerner de sårbare bunddyr og -planter.

Alle disse umiddelbare følger, kan efterfølgende skade havets biodiversitet og fiskebestandenes størrelser. Fordi fiskene og havdyrene mister eller får begrænset deres muligheder for at gyde, finde føde eller skjule sig for rovfisk. Disse effekter har været tydelige, ikke mindst fordi det har haft konsekvenser for de kommercielle fisk som eksempelvis torsk, sej, brosme, lange, havkat og rødfisk. Norge var det første land i verden til at regulere brugen af bundtrawl i 1999. Siden er andre lande fulgt efter i forskelligt omfang.

## Trawlskovle
Bundtrawl kan bruges sammen med trawlskovle som går langs bunden eller sammen med trawlskovle der flyder uden at røre ved bunden. En færøsk trawler, Arctic Viking som er 58 meter lang, udførte et forsøg i februar og marts 2009, som viste, at det godt kunne lade sig gøre at fiske rejer ved Østgrønland uden at forstyrre bunden. Dette blev gjort ved at bruge trawlskovle som kunne flyde i stedet for de dengang mere almindeligt brugte trawlskovle, som gik langs bunden. De fandt ud af, at der var flere fordele, blandt andet sparede skibet ca. 10% i olie, fordi flyde-trawlskovlene vejede meget mindre end de traditionelle, flydetrawlskovlene vejede 2500 kg, mens bund-trawlskovlene vejede 5400 kg. En anden fordel var, at mudder fra havbunden ikke kom med i trawler, hvis mudder kommer med i trawler, kan det ødelægge rejernes kvalitet, så de ikke kan bruges til menneskeføde.